# Неведомый бог
Неве́домый бог (др.-греч. Ἄγνωστος Θεός) —  теория Эдуарда Нордена, впервые опубликованная в 1913 году, которая предполагает, основываясь на речи апостола Павла к ареопагу в Деяниях, что в дополнение к двенадцати главным богам и бесчисленным меньшим божествам древние греки поклонялись божеству, которое они называли «Агностос Теос» (с греч. — «неведомый бог»). Норден характеризовал его как «не греческое». В Афинах был храм, специально посвящённый этому богу, и, согласно более позднему диалогу «Друг отечества», очень часто афиняне клялись «именем Неведомого бога» (др.-греч. Νὴ τὸν Ἄγνωστον Не тон Агностон). Псевдо-Аполлодор, Филострат и Павсаний также писали о Неведомом боге.

## Апостол Павел в Афинах

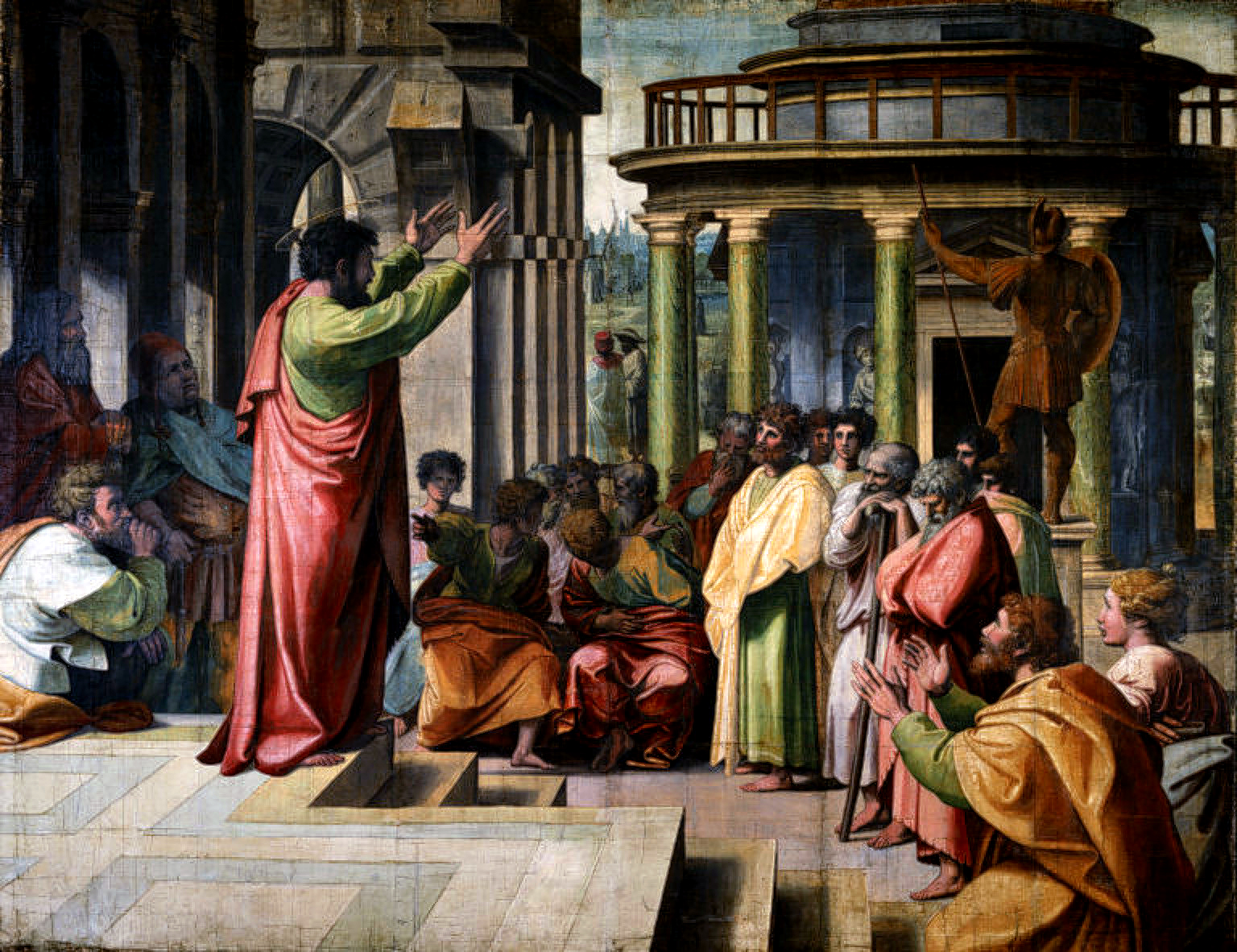
Проповедь апостола Павла в ареопаге. Рафаэль, 1515

Согласно книге Деяний, содержащейся в Новом Завете, когда апостол Павел посетил Афины, он увидел алтарь с надписью, посвящённой этому богу (возможно, один из установленных по совету Эпименида для очищения города), и, когда его пригласили выступить перед афинским ареопагом, произнёс:

Ибо, проходя и осматривая ваши святыни, я нашел и жертвенник, на котором написано «неведомому Богу». Сего-то, Которого вы, не зная, чтите, я проповедую вам. Бог, сотворивший мир и все, что в нем, Он, будучи Господом неба и земли, не в рукотворенных храмах живет и не требует служения рук человеческих
Поскольку иудейский Бог не мог быть публично назван по имени и не имел изображения даже в своем храме, вполне возможно, что афинские слушатели Павла сочли его Бога «Неведомым Богом» в полном смысле слова. Кроме того, они могли понять введение нового Бога по аналогии с «Эвменидами» Эсхила; по иронии, как Эвмениды были вовсе не новыми богинями, а Эриниями в новой форме, так же христианский Бог был бы для них в этом случае не новым богом, а тем, которому греки уже поклонялись как Неведомому богу. Также аудитория Павла могла узнать цитаты из стиха 28 как принадлежащие Эпимениду и Арату соответственно.
Иероним Стридонский позже писал, что на самом деле надпись на алтаре гласила «Богам Азии, Европы и Африки, богам неведомым и чужим», а Павел изменил её в своей речи.

## Археологические находки

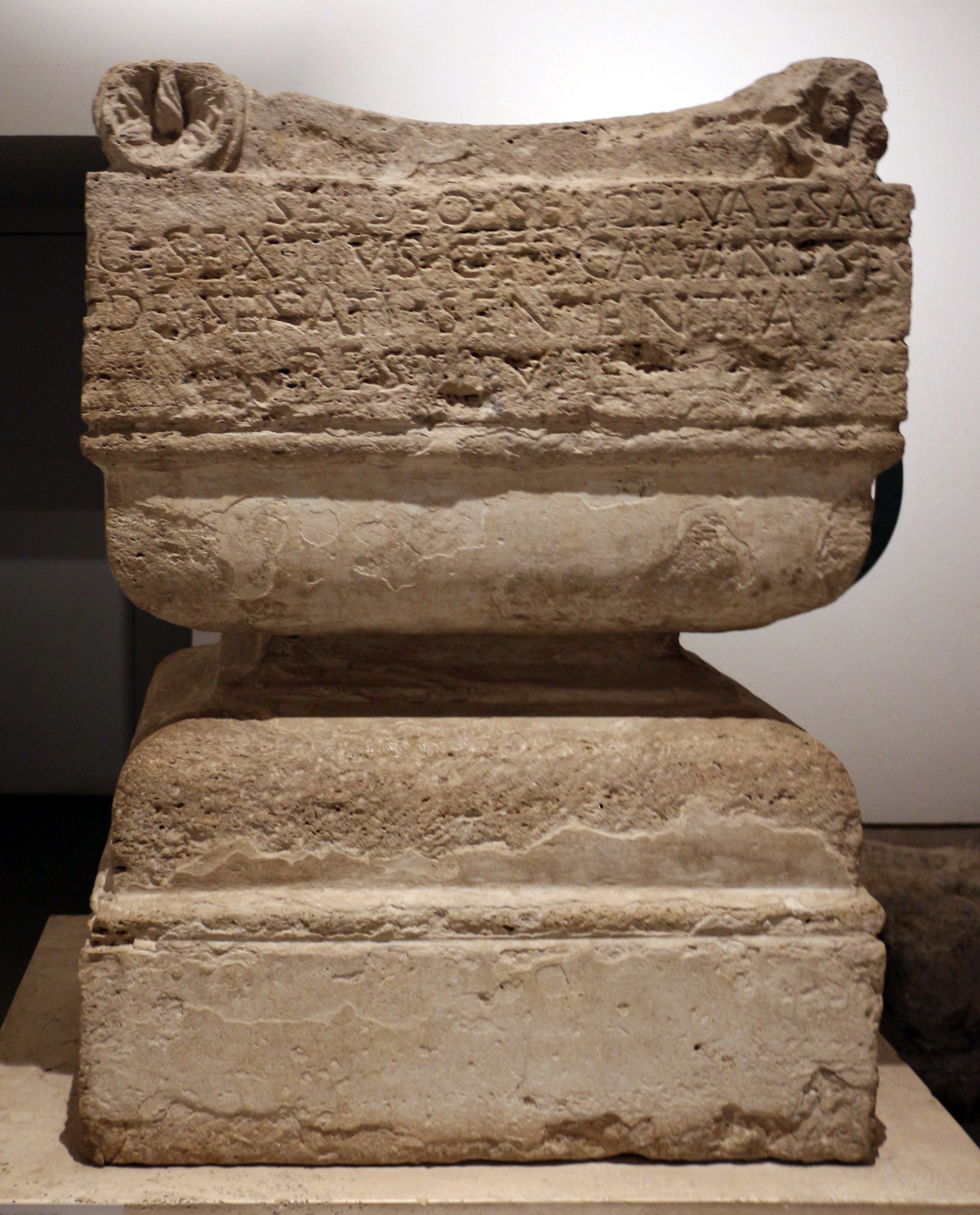
Алтарь Неведомого бога

Алтарь, посвящённый Неведомому богу, был обнаружен в 1820 году на Палатине (Рим). Он содержит следующую надпись:
| SEI·DEO·SEI·DEIVAE·SAC G·SEXTIVS·C·F·CALVINVSPR DE·SENATI·SENTENTIA RESTITVIT |  | Либо богу либо богине святым Гай Секстий Кальвин, сын Гая, претор, по приказу сената восстановил |
Подобные надписи можно найти на нескольких древних памятниках. Возможно, их цель была в том, чтобы скрыть истинную сущность божества, хранившего Рим, если бы враг захватил этот город. Эта фраза также часто использовалась при эвокации — обращении к богу, хранившему какое-либо место (например, «Будь ты бог или богиня, которая правит Карфагеном, даруй нам…»). Историк Эдвард Кортни утверждал, что она «предназначалась для охвата всех основ как признание ограниченности человеческих знаний о божественных силах».
Этот алтарь считается восстановленным по образцу более раннего архаического алтаря. Либо тот носил аналогичную надпись, либо был посвящён известному божеству, однако надпись на нём со временем стёрлась, а память исчезла. В XIX веке его ошибочно принимали за известный алтарь Аия Локуция. В настоящее время он выставлен в Палатинском музее.